# Isabella Parasole
Isabella Parasole, född 1570, död 1617, var en italiensk konstnär.
Hon var verksam som gravör och skulptör i trä. 